# شاطئ رأس مدركة
شاطئ رأس مدركة هو أحد أهم وأشهر شواطئ ولاية الدقم بمحافظة الوسطى في سلطنة عمان،  يتماز هذا الشاطئ بإمتداده لمسافات طويلة مما يتيح للسائح ممارسة أنماط سياحية متنوعة مثل صيد الأسماك وركوب الأمواج والتخييم والسباحة، كما أنه يقع بالقرب من المنطقة الاقتصادية الخاصة بالدقم.

## الموقع
تقع قرية رأس مدركة على بُعد حوالي 80 كم من مقر الولاية (ولاية الدقم)، ويمكن الوصول إليها بالسيارة ، وتبعد عن العاصمة العمانية مسقط حوالي 600 كلم، وطريقها يبدأ من مسقط ثم المضيبي ثم محوت ثم الدقم والوصول إلى رأس مدركة.

## أهم أنشطة الشاطئ
شاطئ رأس مدركة من أبرز شواطئ الدقم والذي يتميز بنظافته وزرقة مياهه الصافية ويتهافت عليه هواة «سياحة المخيمات» حيث يأتون إليه بسياراتهم من البلدان الخليجية المجاورة يقضون بضعة أيام حيث أن الشاطئ يتخذ شكل المثلث الذي يواجه رأسه مياه بحر العرب ، وإلى جانب التخييم يمارس زوار الشاطئ الرياضة والسباحة ، وركوب الأمواج نظراً لما يتمتع به الساطئ من أموالج عالية طوال السنة.

## تنوع في الثروة السمكية
هناك أسماك متنوّعة تزخر بها شواطيء رأس مدركة والتي تختلف في النوع والمسمّى مثل الكنعد والشعري والهامور والكوفر والعقام وغيرها من المسمّيات المختلفة والتي يتم صيدها وفق مواسم الصيد، حيث تزيد كمية الأسماك من بداية شهر أكتوبر، وهناك أيضا الرخويات والقشريات التي تتوفر بكثرة في مياه رأس مدركة ومنها الروبيان والشارخة والحبّار.

## السلاحف
يعتبر شاطئ رأس مدركة بولاية الدقم أحد الشواطئ التي تعشش فيها السلاحف وتضع بيوضها نظراً لتوفّر البيئة الملائمة، ومن السلاحف التي تعشش في شاطئ رأس مدركة: السلاحف الخضراء وسلاحف الريماني وغيرها من الأنواع، حيث يكثر تعشيش السلاحف في الشاطئ من بداية شهر يونيو حتى نهاية أغسطس، ويُقدَّر عدد السلاحف التي تخرج في اليوم ما بين (4) إلى (8) لمدة ثلاثة أشهر، أما باقي أيام السنة فيكون عددها أقل.

## الرحس
يزخر ساطئ رأس مدركة بأنواع مختلفة من الأحياء البحرية ومنها ما يسمَّى محلياً «الرحس» وتعني جمع القواقع البحرية المشبعة باللحم، والموجودة على الصخور البحرية الساحلية التي تنتشر على شواطئ رأس مدركة الصخرية، والذي يستخدم في صنع المخللات سواء من من الرحس والحبّار بأنواعه الحار والبارد، وكذلك يتم تخزينه مجففاً أو رطباً.